# The Foundations
Pour les articles homonymes, voir Foundation.
The Foundations était un groupe britannique de soul, actif de 1967 à 1970. Leur plus grand succès a été Build Me Up Buttercup (en).